# Чиро Имобиле
Чѝро Имо̀биле (на италиански: Ciro Immobile) е италиански нападател. Прогресира през юношеските формации на Ювентус, а на 14 март 2009 г. е дебютът му срещу Болоня. 

## Клубна Кариера

### Ранни години
Роден е в Торе Анунциата на 20.02.1990 г. Имобиле започва своята кариера в Соренто Калчо. Привлича вниманието и на скаутите на италианския гигант Ювентус.

### Ювентус
Преминава в юношеската формация на Ювентус през 2008 г. На 14 март 2009 г. прави своя дебют в Серия А в мач срещу Болоня, като заменя капитана тогава Алесандро Дел Пиеро. На 25 ноември дебютира и в европейските клубни турнири, като отново заменя Алесандро Дел Пиеро в мач от Шампионска лига срещу отбора на Бордо. След това е даван под наем в Сиена, Гросето и Пескара.

### Пескара
На 17 август става ясно, че Имобиле се присъединява към отбора на втородивизионния Пескара. Тук той прави много силен сезон. Отборът печели Серия Б, а Имобиле става голмайстор с 28 отбелязани гола. Също така печели и приза „Играч на годината в Серия Б“.

### Дженоа
След като срокът за наема от Ювентус в Пескара изтича, Имобиле се присъединява към отбора на Дженоа. Първият му гол в Серия А е срещу отбора на Каляри. Въпреки това изиграва слаб сезон като отбелязва само 5 гола в 38 мача.

### Торино
На 12 юли 2013 г. се присъединява към отбора на Торино. Дебюта си за отбора прави срещу Пескара в мач за Купата на Италия. Заедно със съотборника си Алесио Черчи формират страхотен тандем, като Имобиле става голмайстор за пръв път в Серия А, отбелязвайки 22 гола.

### Борусия Дортмунд
На 2 юни 2014 г. Имобиле е трансфериран в немския Борусия Дортмунд за около 20 млн. евро. Взема фланелка №9, която преди това принадлежи на Роберт Левандовски.

## Национален отбор
На 2 март 2012 г. е повикан от Чезаре Прандели за приятелски мач срещу Испания. Дебютира срещу Испания при победа с 1:0.
На 13 май 2014 г. Имобиле е включен в състава за Световното първенство в Бразилия през 2014 г. На 14 юни 2014 г. дебютира на Световно първенство в мач срещу отбора на Англия, който Скуадра Адзура печели с 2:1.

## Успехи

### Клубни
Пескара
- Серия Б (1) – 2012

 Борусия Дортмунд
- Суперкупа на Германия (1) – 2014

 Лацио
- Суперкупа на Италия (1) – 2017

### Индивидуални
- Голмайстор в Серия Б (28 гола) – 2012
- Играч на годината в Серия Б – 2012
- Голмайстор в Серия А (22 гола) – 2014